# Șoim de savană
Șoimul de savană (Buteogallus meridionalis) este o pasăre de pradă din familia Accipitridae. Este un răpitor mare întâlnit în savanele deschise și la marginea mlaștinilor. Anterior era inclusă în genul Heterospizias. Se reproduce din Panama și Trinidad⁠(d) spre sud până în Bolivia, Uruguay și centrul Argentinei. Există, de asemenea, rapoarte despre ea în California, din 1973 în Alameda County și din 1974 în San Diego County.

## Descriere
Șoimul de savană are o lungime de 46-61 cm și o greutate de 845 g. Corpul adultului este de culoare ruginie, cu pete gri deasupra și dungi fine negre dedesubt. Penele de zbor ale aripilor lungi și late sunt negre, iar coada este brăzdată de negru și alb. Picioarele sunt galbene. Strigătul este un țipăt puternic keeeeru.
Păsările imature sunt asemănătoare adulților, dar au părțile superioare mai închise la culoare și mai terne, părțile inferioare mai palide. Această specie se așează foarte vertical, iar picioarele sale sunt deosebit de lungi.

## Hrană
Șoimul de savană se hrănește cu mamifere mici, păsări mici, șopârle, șerpi, broaște, țestoase, anghile, alți pești, crabi, rădăcini, păianjeni și insecte mari (cum ar fi lăcustele). De obicei se așează pe un copac înalt de unde se năpustește asupra prăzii sale, dar va vâna și pe jos, la sol.

## Reproducere
Cuibul este format din bețe căptușit cu iarbă și construit într-un palmier. Femela depunde un singur ou, de culoare albă, iar puii au nevoie de 6,5-7,5 săptămâni pentru a zbura.

## Galerie

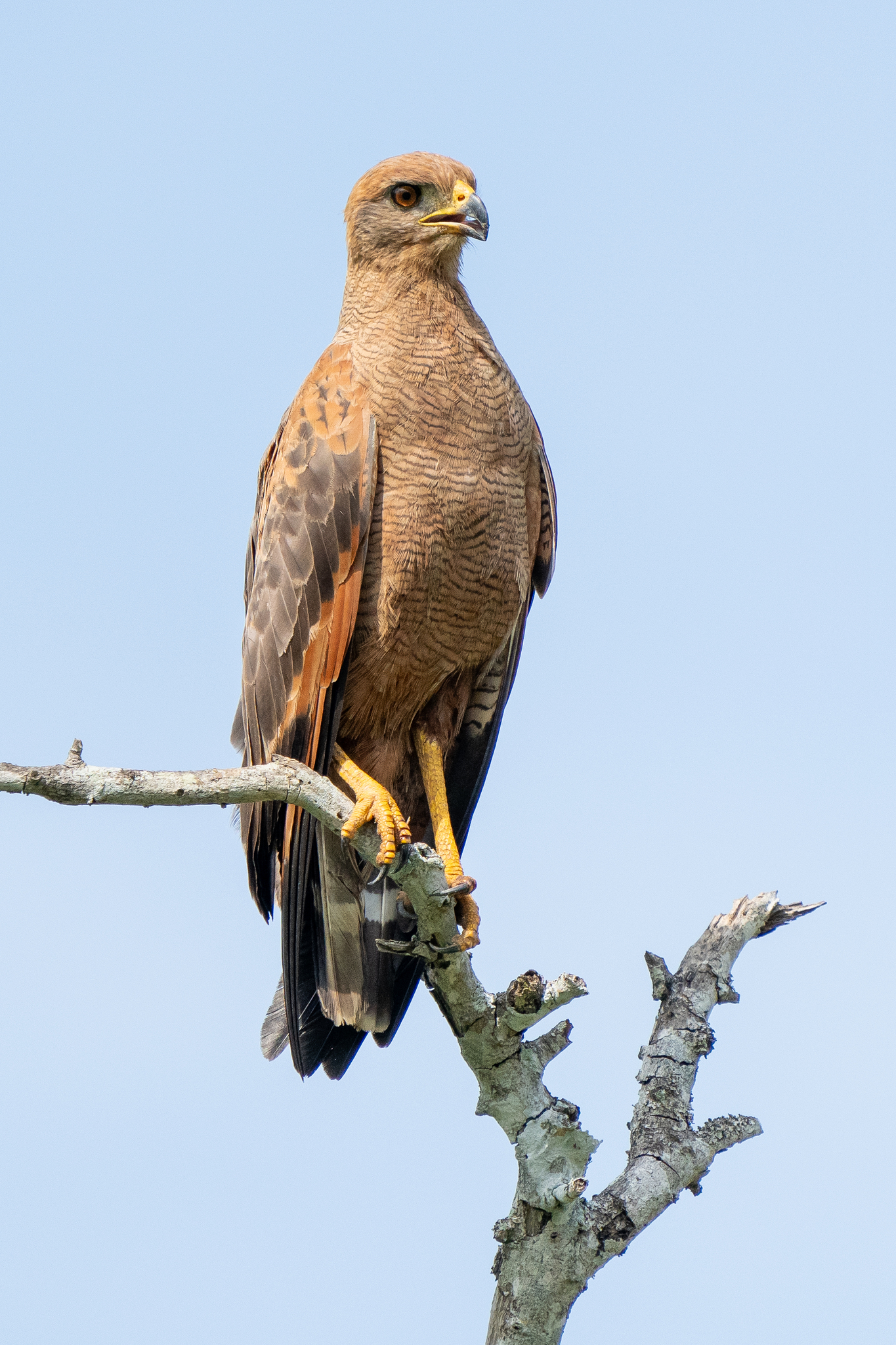
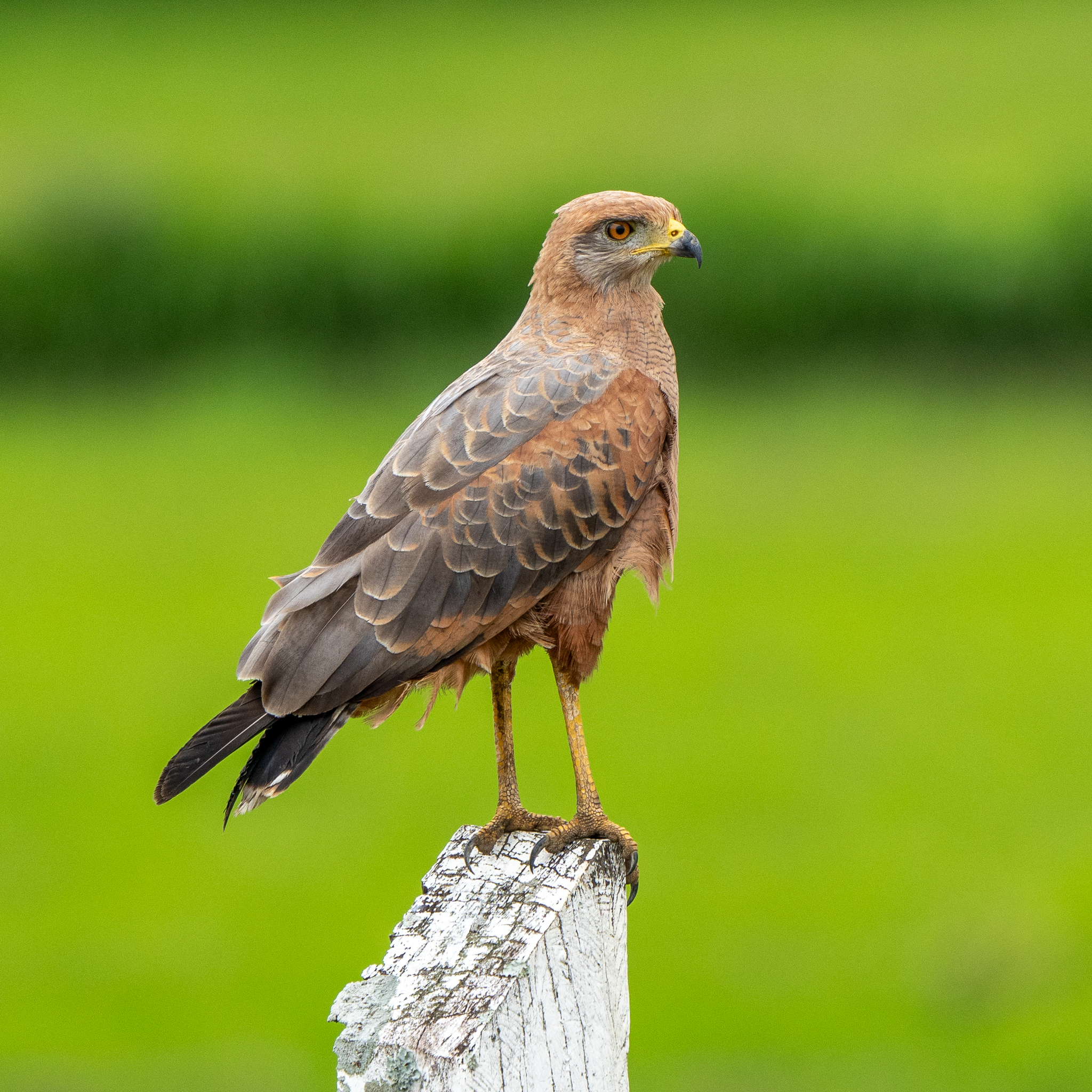
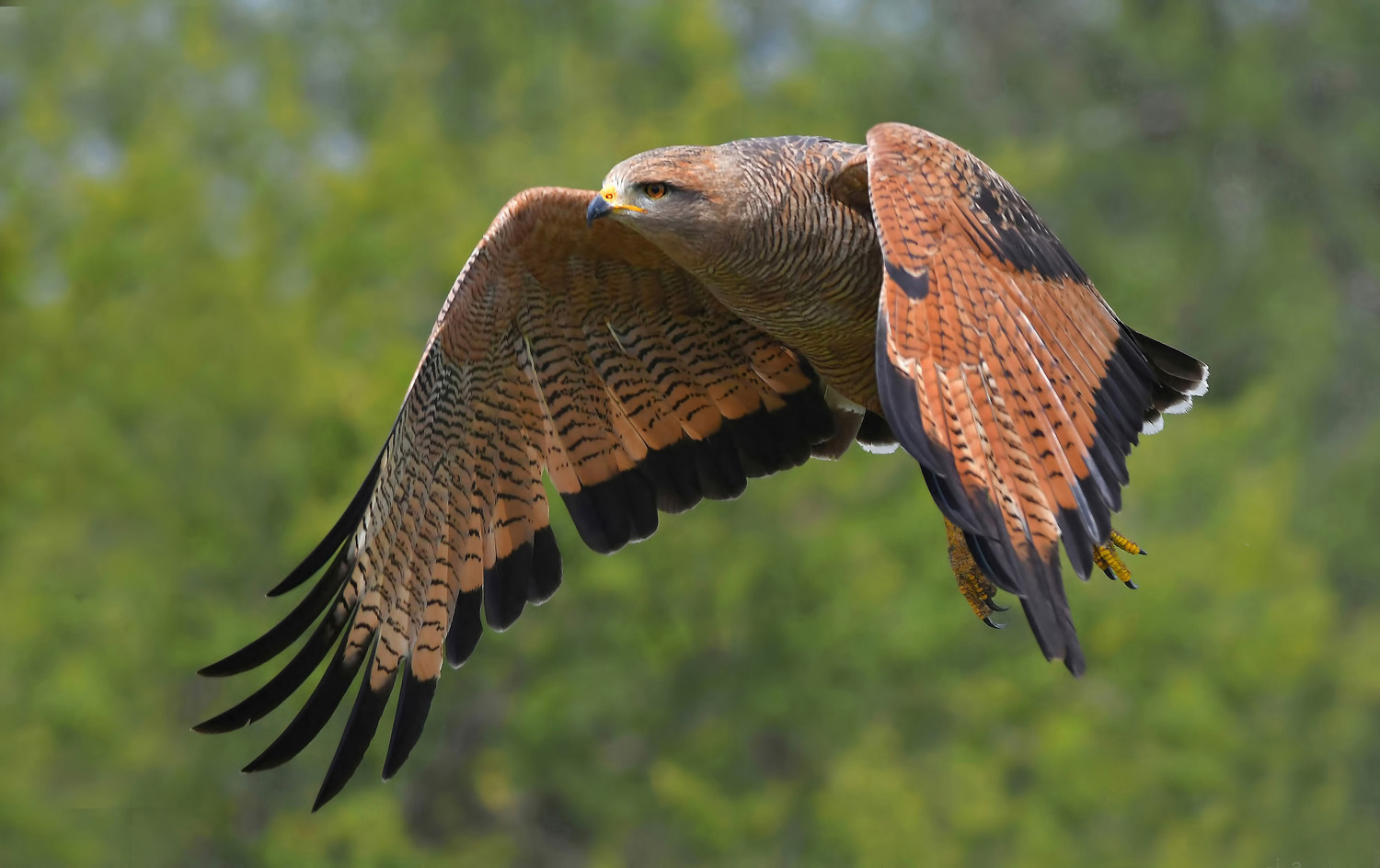
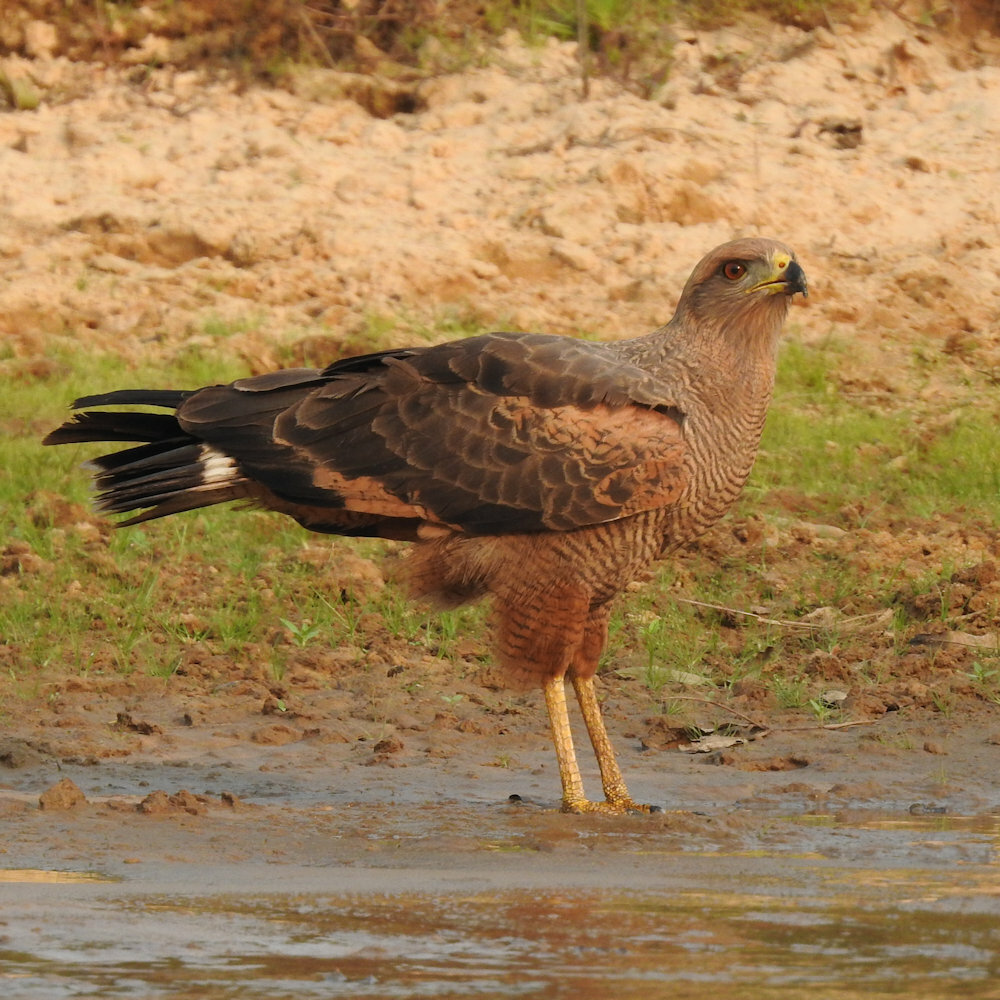